# تنگ کرد
تنگ کُرد، روستایی از توابع بخش مرکزی شهرستان باغ‌ملک در استان خوزستان ایران است. منطقه تنگه کُرد سکونتگاه مرکزی ایل کُرد حسین خانی می باشد که صدها سال پیش از مناطق کردنشین به این منطقه مهاجرت کرده اند .

## جمعیت
این روستا در دهستان قلعه تل قرار دارد و براساس سرشماری مرکز آمار ایران در سال ۱۳۸۵، جمعیت آن ۵۱ نفر (۱۵خانوار) بوده‌است.